# Hobo

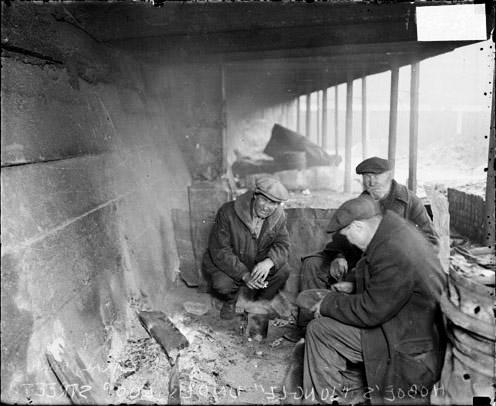
Hobos kochen mit einem Hobokocher in Chicago, 1929

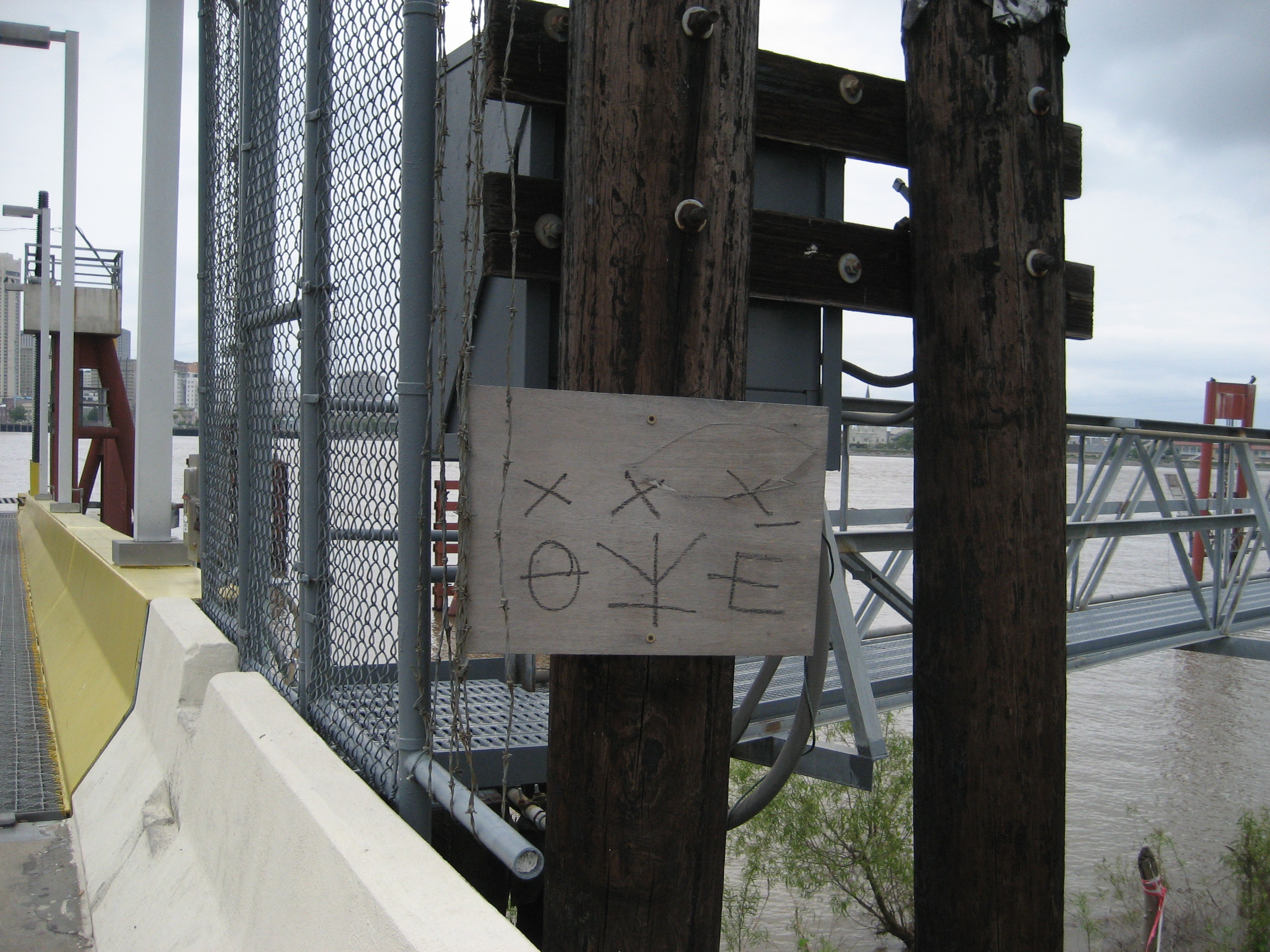
Hobozinken am Mississippi

Ein Hobo gehört zu einer Gruppe nordamerikanischer Obdachloser, die auf Schwarzfahren mit der Eisenbahn – insbesondere auf Güterzügen – setzen, um durchs Land zu reisen.

## Geschichte
Hobos kamen nach dem Amerikanischen Bürgerkrieg auf, als zum einen das Eisenbahnnetz einen entsprechenden Entwicklungsstand erreicht hatte, zum anderen viele durch den Krieg entwurzelte Männer Probleme hatten, sich wieder in die Zivilgesellschaft zu integrieren. Die Blütezeit der Hobos war das späte 19. und das frühe 20. Jahrhundert. In wirtschaftlichen Krisenzeiten, besonders zur Zeit der Großen Depression, nahm ihre Zahl stark zu. Es sollen zeitweise über zwei Millionen gewesen sein. Der letzte größere Schub entstand durch Rückkehrer aus dem Vietnamkrieg und die Kürzung der Sozialleistungen am Ende des 20. Jahrhunderts. Damals sollen etwa 30.000 Hobos unterwegs gewesen sein.

## Etymologie
Die Herkunft des Wortes ist ungeklärt. Es gibt verschiedene, nicht verifizierte Vermutungen dazu. Laut dem Etymologen Anatoly Liberman ist nur gesichert, dass das Wort zum ersten Mal um ca. 1890 aufgegriffen wurde. Der Autor Todd DePastino hält manchmal anzutreffende Herleitungen von „hoe-boy“, englisch für Farmhelfer, oder dem Gruß „Ho, boy“ für nicht überzeugend.

## Selbstverständnis und Gepflogenheiten
Hobos verstehen sich als eigene gesellschaftliche Gruppe und folgen einem eigenen Verhaltenskodex. Unter anderem besteht die Regel, niemals eine Fahrkarte zu kaufen. Untereinander werden Informationen ausgetauscht, wo und wie man sich am besten durchs Leben schlägt. Dazu benutzen Hobos auch Zinken an markanten Punkten.

## Berühmte Hobos
In einer heute noch bekannten Ballade wird der Wanderarbeiter und Arbeiterführer Joe Hill (1879–1915) besungen. Ein weiterer, später berühmt gewordener Hobo war der Schriftsteller Jack London, der 1893–1894 große Teile der Vereinigten Staaten und Kanadas bereiste. Ein weiterer berühmter ehemaliger Hobo ist der US-amerikanische Bluesmusiker Seasick Steve, dessen Lieder sich häufig mit seiner Hobo-Zeit befassen. Auch Elmore James war eine kurze Zeit seines Lebens als Hobo unterwegs. Der Avantgarde-Musiker Harry Partch lebte ebenfalls fast zehn Jahre als Hobo und verfasste darüber 1943 sein Werk U.S. Highball – A Musical Account of Slim's Transcontinental Hobo Trip. Ein weiterer bekannter Hobo ist der Country-Musiker Boxcar Willie. Goebel Reeves lebte viele Jahre als Hobo und wurde vor allem durch sein Hobo’s Lullaby bekannt. Der Autor und ehemalige Berufseinbrecher Jack Black (1868–1933) war ebenfalls ein Hobo, und auch Jacque Fresco (1916–2017) war um 1930 als Hobo unterwegs.

## Hobos in der Kultur
Hobos sind Thema etlicher Spielfilme und der Musik:
- Wild Boys of the Road (1933) von William A. Wellman
- Sullivans Reisen (1941) von Preston Sturges
- Der Seewolf (2. Teil) (1971) nach Jack London
- Ein Zug für zwei Halunken (im Original: Emperor of the North) (1973) von Robert Aldrich
- Hard Times (1975) von Walter Hill, mit Charles Bronson und James Coburn in der Hauptrolle
- Das Leben stinkt (1991) von Mel Brooks, der auch die Hauptrolle spielt
- The Champ (2007) von Rod Lurie
- Kit Kittredge: An American Girl (2008) von Patricia Rozema
- Song Like a Hobo (2009) von Charlie Winston
- Hobo with a Shotgun (2011) von Jason Eisener mit Rutger Hauer in der Hauptrolle.

In Britt (Iowa) gibt es den einzigen Hobo-Friedhof und ein Hobo-Museum.
Es gibt eine eigene Online-Zeitschrift, Hobo Times (siehe: Weblinks).